# Kohona
Il kohona, detto anche Kohana oppure gatto nudo hawaiiano, è una razza di gatto.

## Habitat
Il gatto Kohona è tipico delle Isole Hawaii.

## Descrizione
Il kohona è un felino completamente nudo: mentre sphynx, Don Sphynx o peterbald possono avere 3 differenti tipi di pelle: "wax, rubber, peach", le prime due si assomigliano, mentre la pelle tipo peach sembra la peluria di una pesca. Il kohona è privo totalmente di follicoli piliferi rendendo la sua pelle talmente nuda da sembrare cera. Infatti mentre lo Sphynx al tatto assomiglia ad una calda pelle di pesca, il gatto nudo hawaiano sembra una calda candela. Questa mutazione genetica è stata riscontrata nelle isole Hawaii non molto tempo fa, la maggior parte degli esemplari è stata importata negli Stati Uniti, più precisamente in California, dove un'allevatrice di sphynx, Michelle Berge, sta cercando di portare avanti un programma di allevamento attento e meticoloso onde evitarne l'estinzione. Al giorno d'oggi gli esemplari conosciuti di Kohona sono solamente 18. Questo tipo di felino nudo, a causa dell'estrema nudità, sviluppa un'enorme quantità di rughe che alla nascita lo fanno sembrare decisamente bruttino. A causa di questo eccesso di pieghe facciali, che vanno notevolmente diradandosi con la crescita, un cucciolo di kohana ha un estremo bisogno di cure e di svezzamento artificiale durante le prime settimane di vita, questo perché la suzione è in parte compromessa. Gli incroci con lo sphynx canadese stanno portando piano piano all'evoluzione della razza, rimane però rarissimo poter vedere uno di questi esemplari e ancor meno poterlo comprare; le liste di attesa sono lunghissime ed è difficile che  venga accordata la vendita, ammesso che si sia disposti a pagare circa 5.000 euro per un gatto da compagnia.